# Halysidota brasiliensis
Halysidota brasiliensis är en fjärilsart som beskrevs av Rothschild 1909. Halysidota brasiliensis ingår i släktet Halysidota och familjen björnspinnare. Inga underarter finns listade i Catalogue of Life.